# San Rafael (Mendoza)
Pour les articles homonymes, voir San Rafael.
San Rafael est une ville de la province de Mendoza, en Argentine, et le chef-lieu du département de San Rafael. Elle est située à 198 km (240 km par la route) au sud de Mendoza. Sa population s'élevait à 108 000 habitants en 2010.

## Climat
Le climat de San Rafael est tempéré et semi-aride. La température moyenne annuelle est 14,8 °C. Le total annuel des précipitations varie de 250 à 328 mm. Les pluies tombent d'octobre à mars.

## Économie
San Rafael montre actuellement une croissance assez forte, tant pour l'agriculture que l'industrie et le tourisme.

## Transports
San Rafael possède un aéroport, l'aéroport de San Rafael (en), dont le code AITA est AFA.

## Religion
San Rafael est avec la cathédrale Saint-Raphaël-Archange le siège du diocèse de San Rafael.

## Illustrations

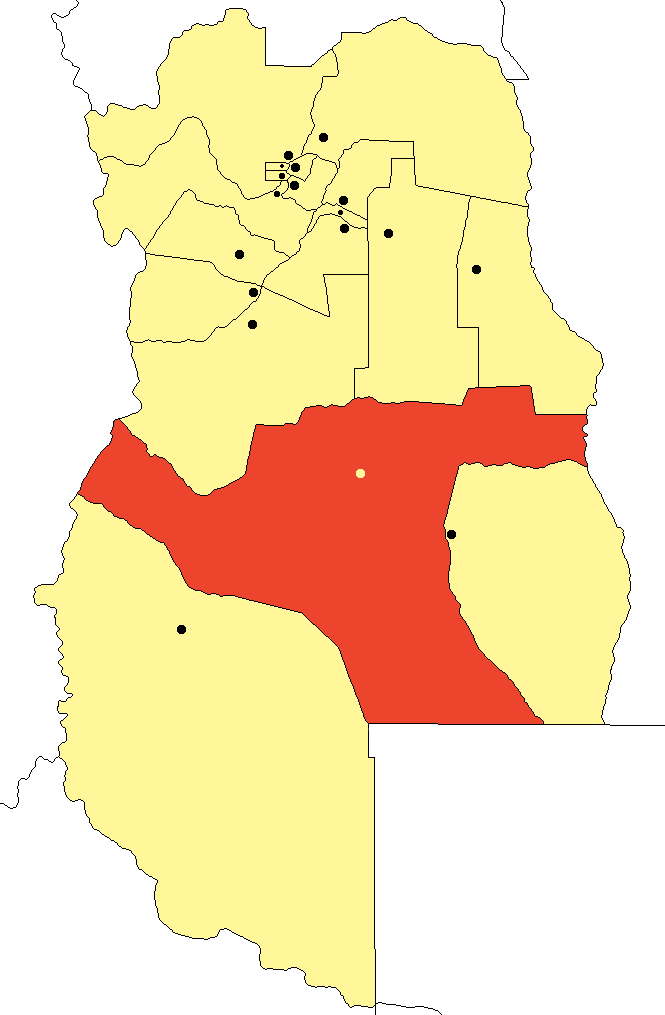
Localisation de la ville dans la province
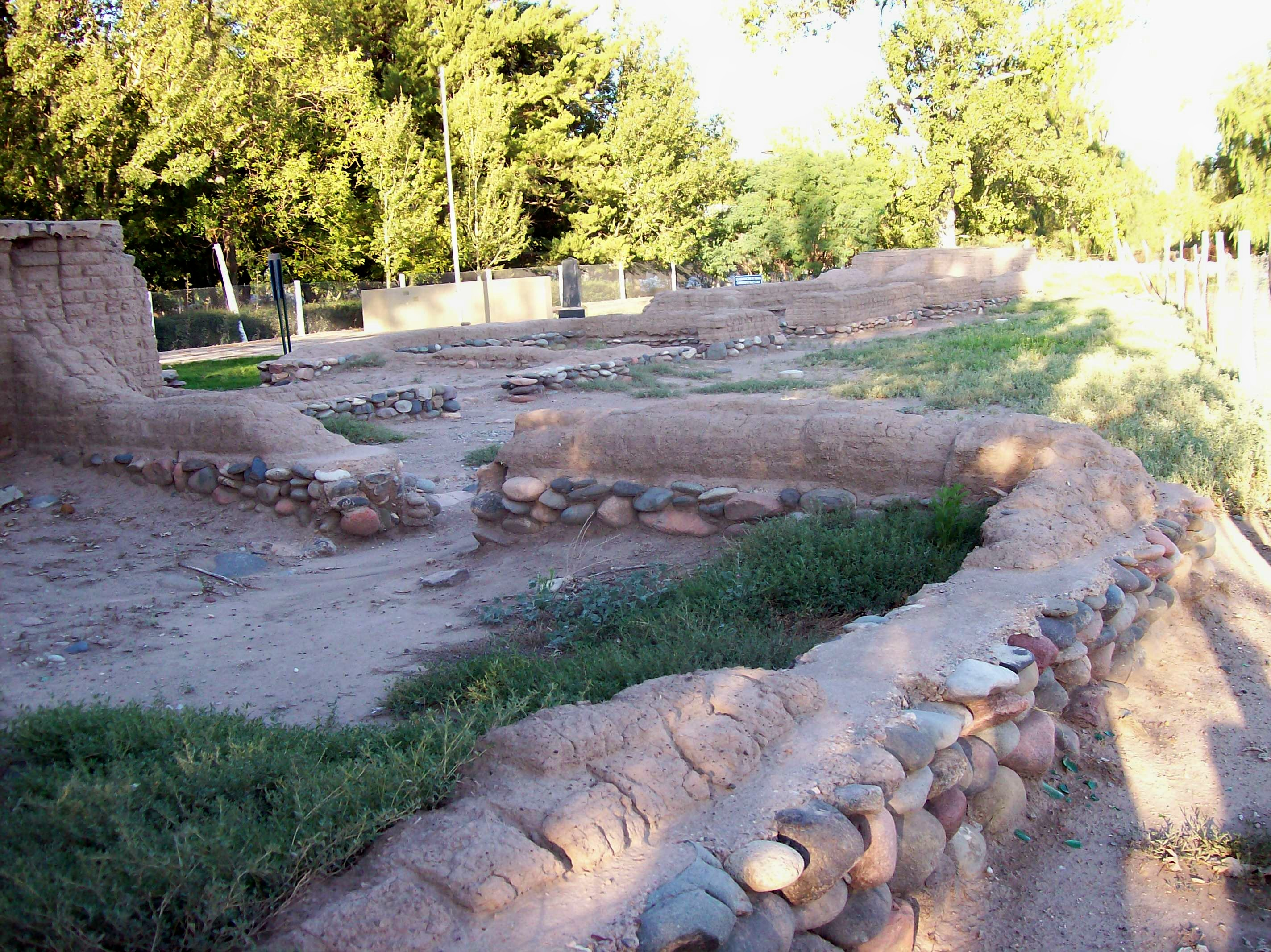
Vestiges du fort de San Rafael
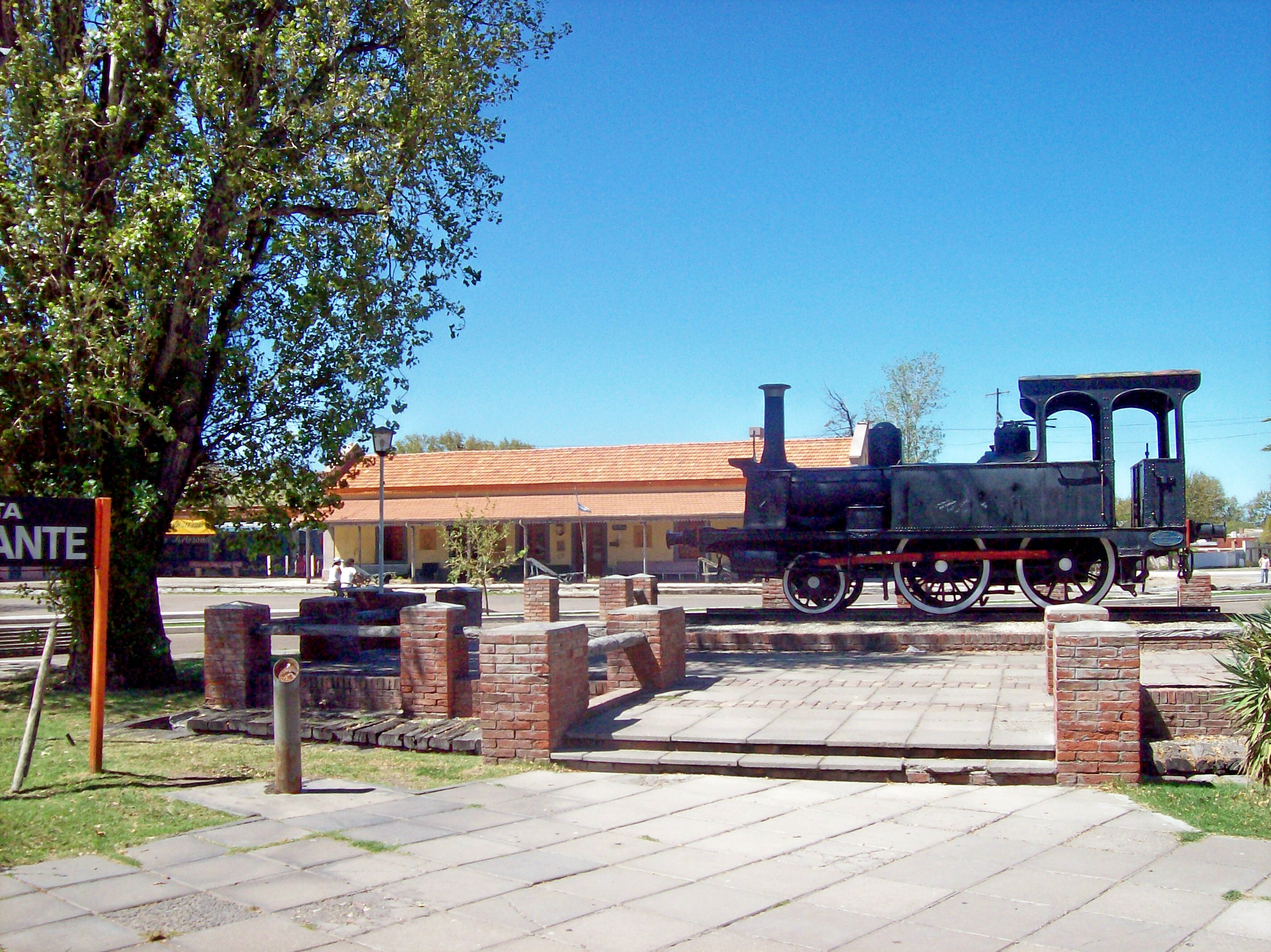
Place des Immigrants et gare ferroviaire
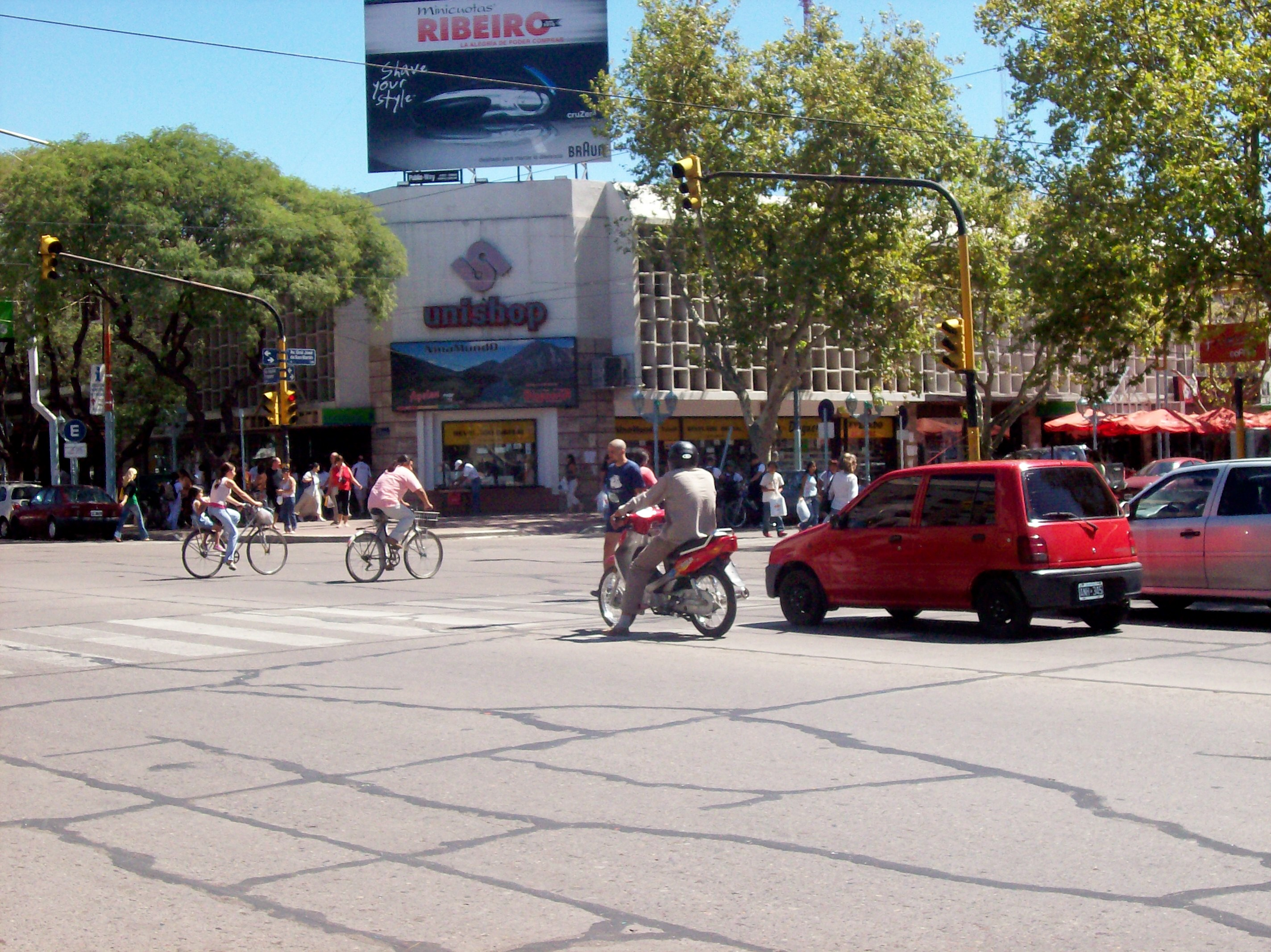
Place centrale de San Rafael
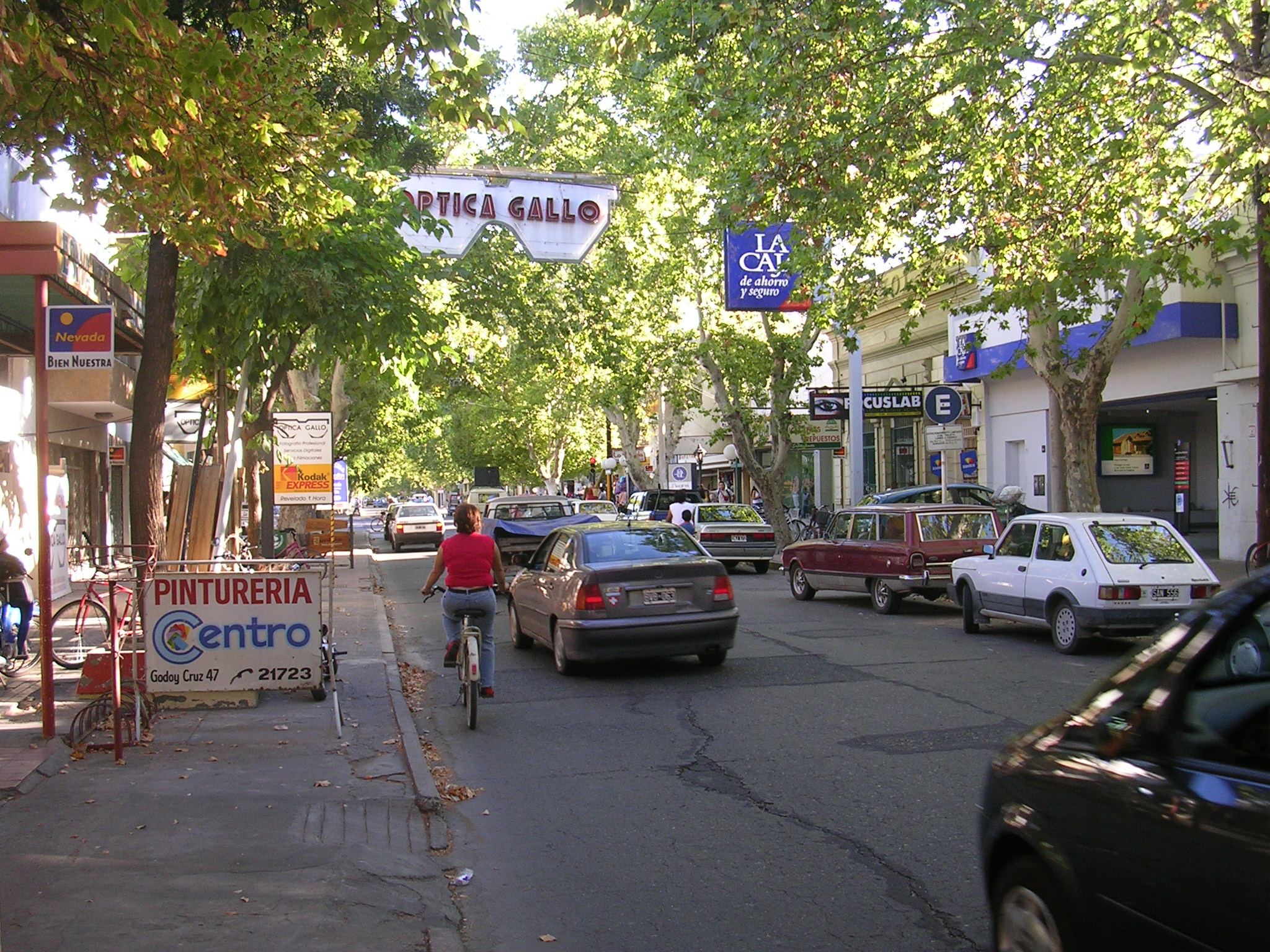
Une rue de San Rafael
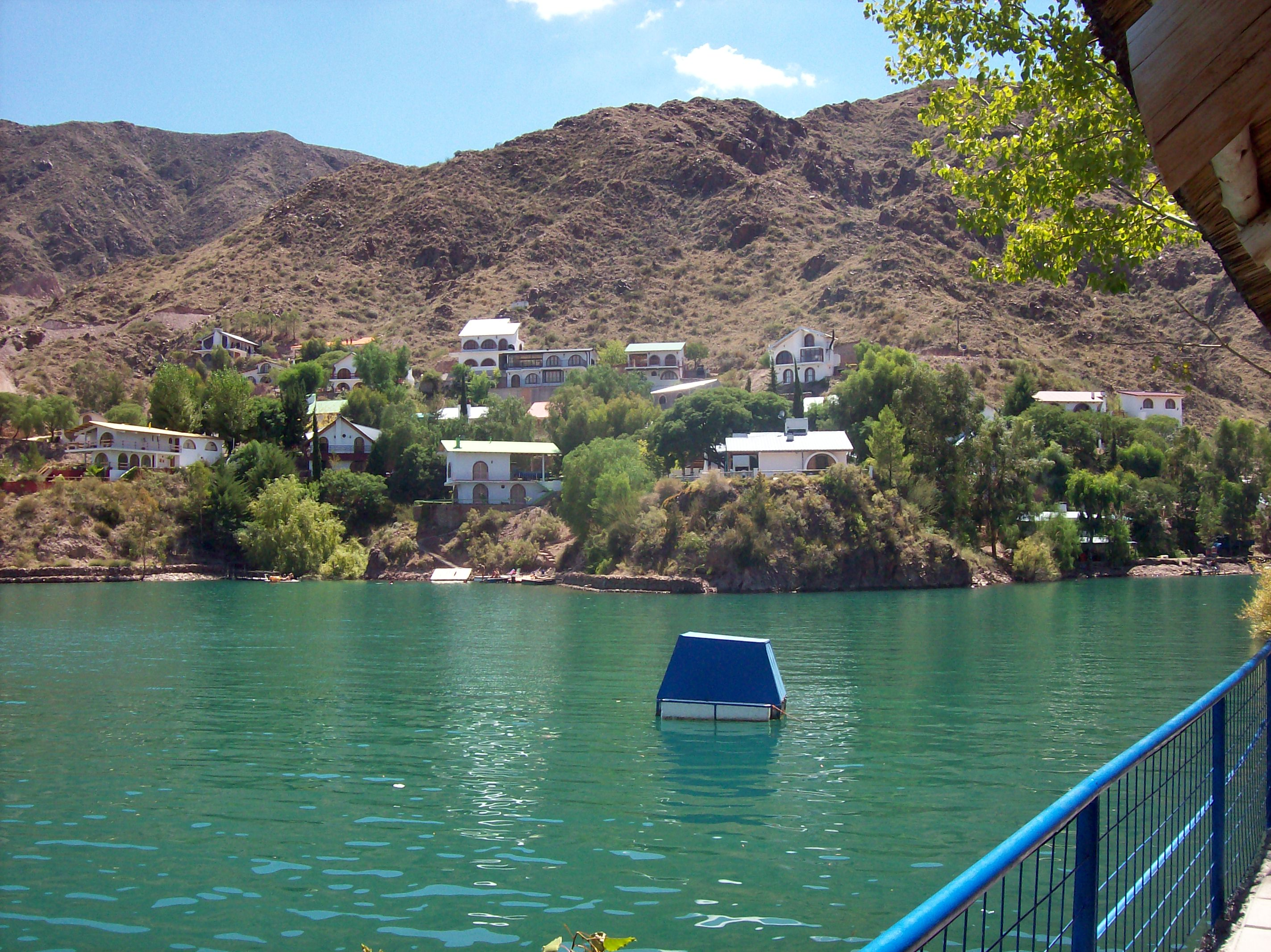
Lac Los Reyunos, 35 km à l'ouest de San Rafael sur le Río Diamante
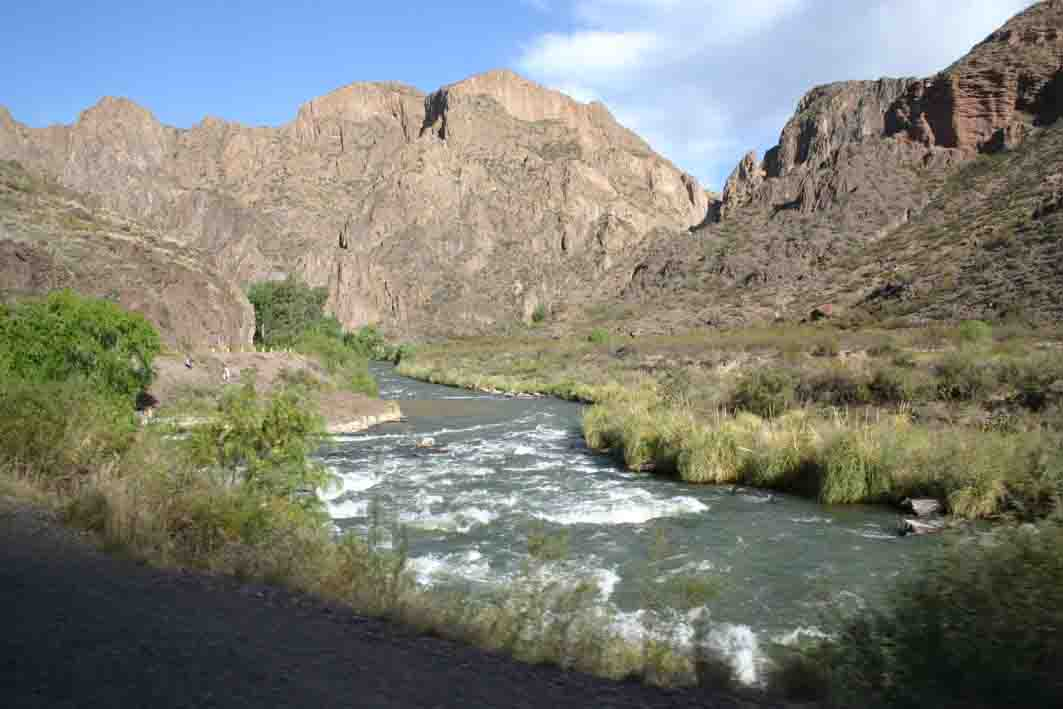
Rivière Atuel, près de San Rafael
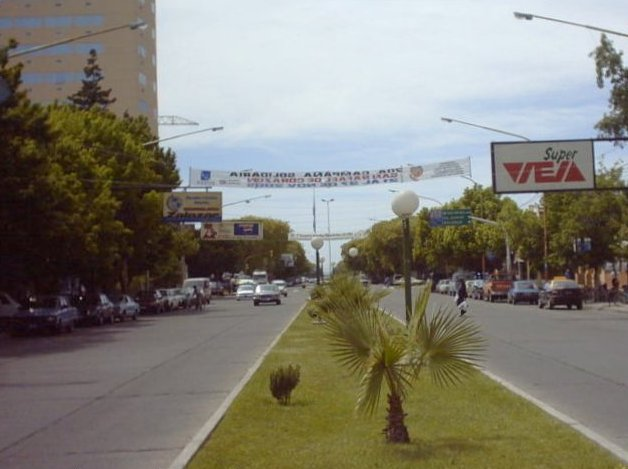
Avenue Yrigoyen
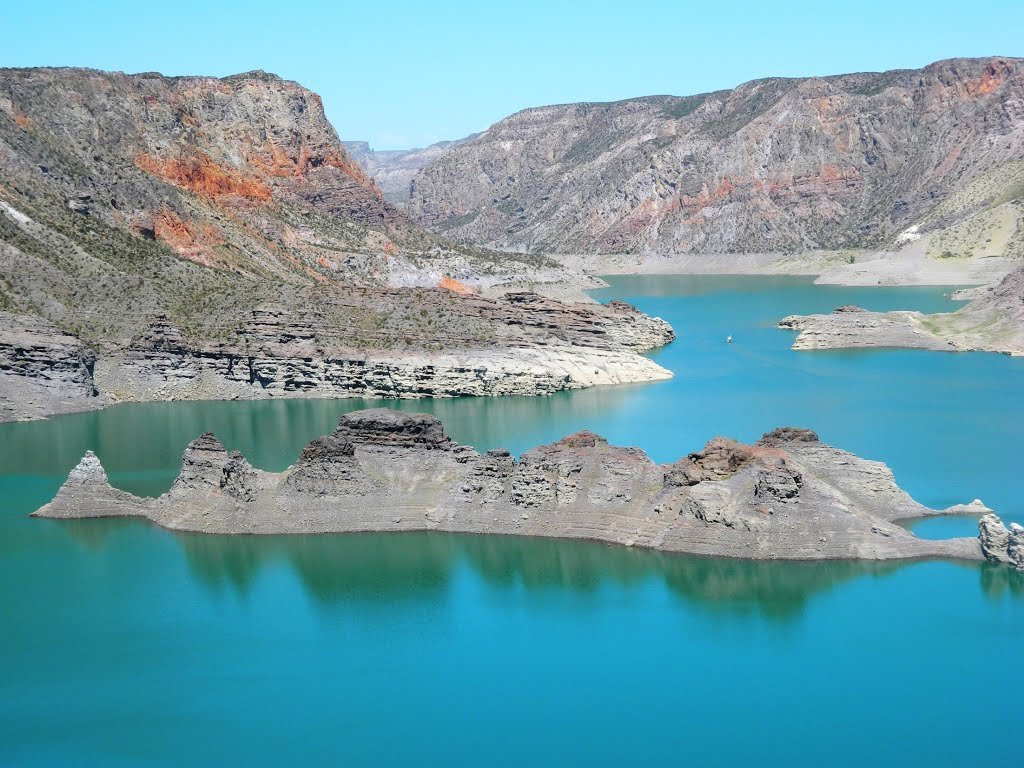
Affleurements du rocher San Rafael, Mendoza.